# 往流镇
往流镇是中华人民共和国河南省固始县下辖的一个镇，位于固始县北端，全镇面积97.4平方公里，总人口5.6万。现辖1个街道居委会和白湖、陈族、郑营、渡口、司楼、唐庄、张圩、赵圩、罗圩、大庙、余棚、陈圩、六里、童新、梁庄、邓圩、大寺、朱皋、杨营等19个行政村。以白鹅养殖为特色产业。

## 交通
淮河干流流经镇境北侧，省道204线连接县城与三河尖镇。